# Забастовки шахтёров Донбасса (1989—1990-е годы)

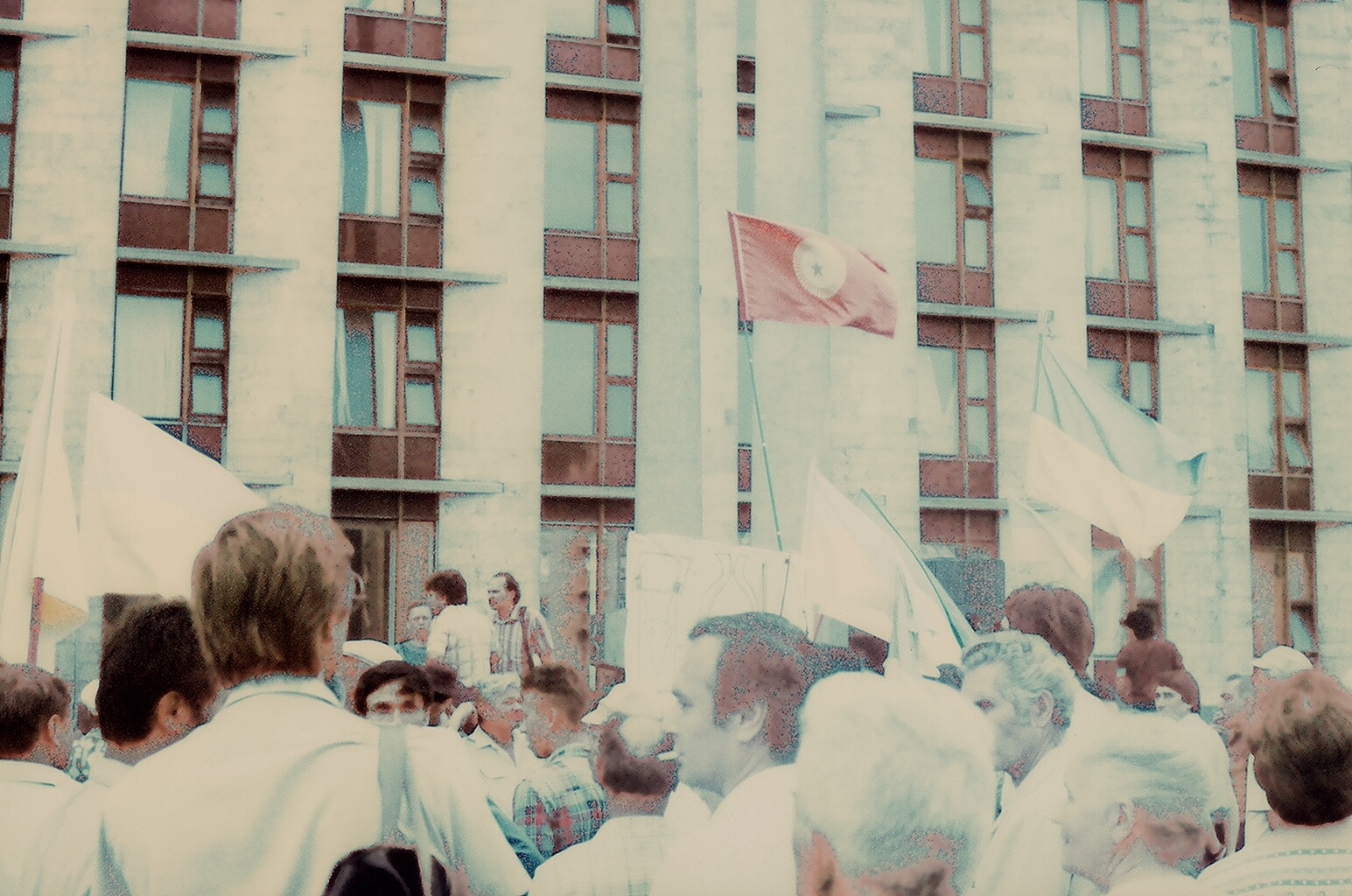
Шахтерский митинг возле Донецкого обкома КПУ, 1990 год.

Всеобщие забастовки в Донбассе в 1989—1990-х годах — крупнейшие забастовки шахтёров Донбасса. На них звучали не только экономические, но и политические требования — независимость от СССР, конституционное закрепление Декларации о государственном суверенитете Украины, выдвигались требования о недоверии Президенту и Верховному Совету.

## Первые забастовки
Летом 1989 года в СССР в условиях проводимой в стране перестройки поднялась волна открытого многотысячного забастовочного движения. В июле 1989 года массовые забастовки начались в шахтёрских регионах — Кузбассе (РСФСР), Донбассе (УССР), Карагандинском бассейне.

### Предпосылки шахтёрских забастовок в 1989 году
Толчком к началу массовых забастовок послужило ухудшение обеспечения шахтёрских регионов продовольственными и промышленными товарами в условиях тотального товарного дефицита, нараставшего в стране. Возмущение шахтёров накапливалось также из-за недостаточного обеспечения техники безопасности, гибели товарищей, стремлением к росту добычи угля, достойной оплаты труда и повышения качества жизни.

### Июльская забастовка шахтёров 1989 года: ход событий
11 июля 1989 года в Междуреченске (Кузбасс)  началась забастовка шахтёров всех угледобывающих предприятий города. Шахтёры вышли на центральную площадь и, избрав забастовочный комитет, начали круглосуточный митинг. Начались переговоры с министром угольной промышленности СССР.  По истечении нескольких дней забастовка была поддержана большинством угольных предприятий Кузбасса. 17 июля 1989 г. шахтёрами был сформирован Кемеровский областной стачечный комитет. Комиссия ЦК КПСС, Правительство СССР и ВЦСПС была вынуждена садиться за стол переговоров с этим комитетом. 
Впоследствии шахтёрская забастовка распространилась и на Донбасс. Первая забастовка здесь началась 15 июля на шахте «Ясиноватая-Глубокая» в Макеевке. 18 июля согласно опубликованному сообщению РАТАУ, шесть шахт Донбасса прекратили работу. В своих требованиях, адресованных министру угольной промышленности СССР и руководству объединения «Макеевуголь», сказано о 38 пунктах. Речь шла о существенном увеличении шахтёрского отпуска, дополнительную оплату за ночные смены, о совершенствовании пенсионного обеспечения, обеспечения тружеников угольной промышленности продуктами питания в соответствии с медицинскими нормами, приравнивание к производственной травме заболевания силикозом и антрокозом с последствиями, вытекающими отсюда, а работающим женщинам — предоставления оплачиваемого отпуска по уходу за ребёнком до трёх лет. По количеству и своему характеру требования в Макеевке были очень схожи с обращением шахтёров Междуреченска и других районов Кузбасса. Шахтёры Донбасса заявили о своей поддержке шахтёров Кузбасса. К концу дня почти сорок шахт в Донецкой области прекратили работу.
19 июля в Донецкой области прекратили работу 67 шахт и шахтоуправлений, а также ряд шахтостроительных управлений. Общее количество горняков, которые за время забастовки оставили работу, превысило 222 тыс. человек. Сообщалось о распространении телеграммы генерального секретаря ЦК КПСС, председателя президиума Верховного Совета СССР М. Горбачёва и председателя Совета министров СССР Н. Рыжкова, в которой отмечалось, что решения, которые принимаются по Кузбассу, имеют общеотраслевой характер, будут распространены и на горняков — угольщиков Украины .
В тот же день к забастовке присоединились горняки шахт объединения «Павлоградуголь» Днепропетровской области .
Прекратив работу, оставив необходимое количество работников для сохранения жизнедеятельности шахт, рабочие вышли на улицы и площади городов. Порядок поддерживался силами бастующих, образовывались забастовочные комитеты. Многотысячные митинги шахтёров продолжались иногда сутки и более. Стали появляться новые рабочие лидеры, выдвигаться кандидатуры в забастовочные комитеты.
20 июля в угольной отрасли Донбасса прекратили работу 88 шахт и несколько шахтостроительных управлений. Всего забастовкой охвачено более 43 тыс. трудящихся, в том числе более 15 тыс. рабочих очистных забоев, более 10 тыс. проходчиков. В тот же день на центральной площади Червонограда вечером началась забастовка горняков Червоноградской группы шахт объединения «Укрзападуголь».
21 июля были закрыты все 12 угледобывающих предприятий Червонограда. Стачечный комитет, проанализировав требования трудовых коллективов, обобщил их и поднял до 41 пункта. Горняки поставили вопрос экономической хозяйственной самостоятельности шахт, совершенствование производственных структур, сокращение до 50 % управленческого аппарата, повышение пенсий, установление единых выходных дней. Сообщалось, что в городе соблюдался порядок, который контролировался членами забастовочного комитета.
22 июля в Донецкую область прибыла и приступила к работе комиссия Совета министров СССР под председательством заместителя председателя Совета министров СССР, председателем бюро Совета министров СССР по топливно — энергетическому комплексу Л. Рябьева. В Донбассе также находился председатель Совета министров УССР В.Масол. Шёл трудный и напряжённый диалог между её представителями и уполномоченными забастовочных комитетов. В тот же день генеральный секретарь ЦК КПСС, председатель президиума Верховного Совета СССР Горбачёв и председатель Совета министров СССР Рыжков обратились к шахтёрам Донбасса с призывом возобновить работу. Ситуация в некоторых отраслях народного хозяйства достигла критического предела. Также отмечалось, что все согласованные правительственной комиссией по рассмотрению требований горняков Донбасса вопросы будут немедленно рассмотреные в Верховном Совете СССР и Совете министров СССР при участии представителей шахтёров и по ним будут приняты необходимые решения.
23 июля транслировалось интервью генерального секретаря ЦК КПСС , председателя президиума Верховного Совета Горбачёва центральному телевидению, в котором шла речь об обострении ситуации, к которой привели забастовки шахтёров в угольных бассейнах страны .

 «ТРЕБОВАНИЯ МЕЖШАХТНОГО ЗАБАСТОВОЧНОГО КОМИТЕТА ШАХТЁРОВ»

1. Отменить выборы в Верховный Совет СССР от общественных организаций.
2. Отменить статью в Конституции СССР о руководящей и направляющей роли партии.
3. Прямые и тайные выборы Председателя Верховного Совета СССР, председателей местных Советов, начальников городских, районных отделов Министерства внутренних дел на альтернативной основе.
4. Отменить практику лишения слова депутатов на сессиях и съездах Верховного Совета СССР путём голосования. Каждый депутат имеет право голоса, независимо от мнения большинства. Перечисленные вопросы решить на втором съезде народных депутатов.
5. Выразить недоверие тт. Щадову и Сребному как руководителям отрасли, не сумевшим проводить эффективную, сбалансированную экономическую и социальную политику. Отменить продолжающийся формализм и волокиту в работе аппарата министерства.
6. Предложить народным депутатам СССР тт. Максимову и Лушникову поставить вопрос на следующей сессии Верховного Совета СССР о работе МУП СССР в обеспечении эффективной, сбалансированной экономической и социальной политики в отрасли и о незамедлительном сокращении аппарата министерства на 40 %.
7. Предлагаем Верховному Совету СССР пригласить в страну экономиста Леонтьева В. В. для разработки конкретной экономической модели выхода страны из экономического кризиса.
8. Предоставить полную экономическую и юридическую самостоятельность шахтам.
9. Ликвидировать объединение «Воркутауголь».
10. Производить оплату за работу в ночное и вечернее время в размере 40 и 20 % из централизованных фондов.
11. Установить общий выходной день — воскресенье.
12. Вернуть размер северных и коэффициента, существовавших до 1 марта 1960 года (100 % и 1,8), и распространить их на весь прямой заработок.
13. Производить оплату труда за всё время пребывания в шахте (отметка «спуск» и «выезд»).
14. Сократить пенсионный возраст для женщин, работающих на Севере, занятых на переработке и отгрузке угля, до 45 лет — при общем стаже 20 лет, во вредных условиях — 10 лет.
15. Ввести для женщин, работающих на технологическом комплексе поверхности, 6-часовой рабочий день (отгрузка, переработка и транспорт).
16. Для шахтёров Заполярья установить пенсионный возраст 45 лет при подземном стаже 10 лет.
17. Юношам и девушкам, проживающим на Севере 5 и более лет, при поступлении на работу выплачивать северные надбавки сразу и полностью, а до 5 лет — дифференцировано к годам.
18. Передать углесбытовые организации шахтам.
19. Просим Верховный Совет СССР издать закон, обязывающий МПС возмещать предприятиям 100 % ущерба по себестоимости продукции за недопоставку вагонов и сверх госзаказа (по договору), поставка должна быть только в исправных вагонах.
20. Для работающих на УОФ на выборке породы, у кого отпуск 45 дней — установить 60 дней.
21. Установить 70 % пенсий от общего заработка, но не менее 300 рублей (шахтерам).
22. При начислении пенсии брать любые пять лет из стажа по желанию работника.
23. Валюту 25 %, полученную за реализацию на экспорт, предоставить в распоряжение СТК шахты.
24. Просить Верховный Совет СССР о скорейшем решении вопроса о статусе народного депутата (до второго съезда).
25. Сохранить северные надбавки при расчете и переходе рабочих и служащих с одного предприятия на другое, а также при любых увольнениях.
26. Дисциплинарный устав отменить и ликвидировать ПДК (постоянно действующие комиссии по ТБ).
27. При сдаче жилья в Воркуте предоставлять жилье в других регионах в течение 2-х месяцев безвозмездно.
28. Выплачивать северные надбавки неработающим пенсионерам, проживающим на Севере. Размер пенсии ежегодно корректировать по мере изменения стоимости жизни.
29. Гарантировать снабжение г. Воркуты через Главсеверторг.
30. Обеспечивать товарами зимнего сезона в достаточном количестве и ассортименте, особенно детскими.
31. Отменить вычеты алиментов из северных надбавок, если дети живут на юге.
32. Возобновить строительство ЗКПД — 2 для ускоренного решения проблем жилья в Воркуте, право распределения строительных материалов предоставить местным Советам.
33. При 20 годах подземного стажа — выход на пенсию без ограничения возраста.
34. Ускорить строительство и ввод в эксплуатацию до 4 квартала 1990 года межшахтного профилактория в пос. Воргашор.
35. Предоставить право на распределение отпусков участкам.
36. Отменить действующее постановление Совета Министров о соотношении между ростом заработной платы и производительности труда.
37. Решить экологические проблемы Воркуты (ТЭЦ, цементный завод, птицефабрика и т. д.) к 1990—1991 гг.
38. Установить продолжительность отпусков шахтёрам — 60 дней, а всем остальным работникам поверхности — 45. Предоставить отпуска и рассчитывать средний заработок, исходя из 5-дневной рабочей недели.
39. Для жителей Крайнего Севера один раз в три года предоставлять бесплатный проезд в отпуск, а каждый год — давать дни на дорогу за свой счёт.
40. Оплату билетов производить по фактическому использованию транспорта для проезда в отпуск.
41. Оплату бастующим произвести из расчета присвоенных тарифных ставок, окладов из централизованных фондов и скорректировать план добычи и проходки на дни забастовки.
42. В случае каких-либо преследований участников забастовки со стороны администрации решения выносить по согласованию с забастовочным комитетом.
43. Отменить привилегии администрации и партаппарата на всех уровнях нашего государства.

 Просим председателя Верховного Совета ответить на основные требования шахтеров Заполярья по телевидению.

24 июля сообщалось, что в Кремле состоялась встреча председателя Совета министров СССР Н. Рыжкова с представителями забастовочных комитетов Донбасса. В результате переговоров была произведена конкретная программа действий, касающаяся всей промышленности страны. Протоколы соглашений между правительственными комиссиями и шахтёрами угольных бассейнов страны были приняты к исполнению. Учитывая, что на встрече были найдены взаимоприемлемые решения, Н. Рыжков призвал горняков Донбасса и других угольных бассейнов прекратить забастовку и вернуться на свои рабочие места.
25 июля Рыжков встречался с представителями забастовочных комитетов Печорского угольного бассейна и шахт Павлограда Днепропетровской области.
26 июля советские СМИ сообщали, что «все бастующие шахты Западного Донбасса приступили к работе. Начали работать все 12 шахт Червонограда. Подавляющее большинство горняков Ворошиловградщины приступили к работе. Все без исключения шахты и шахтоуправления Донбасса возобновили работу.
29 июля советские СМИ сообщали, что «комиссия Совета министров СССР и ВЦСПС рассмотрела требования шахтёрских забастовочных комитетов от Донецкой и Ворошиловградской областей и подписала протоколы согласованных мероприятий. Правительственная комиссия приступила ко второму этапу своей работы — реализации мероприятий, а также подготовки необходимых законодательных, правовых и нормативных актов. Комиссия сообщила, что принятые решения, которые имели отраслевой и общерегиональный характер, будут распространены на все угледобывающие районы Украины».

### Результаты шахтёрских забастовок 1989 года
Забастовки шахтёров непосредственно повлияли на то, что 3 августа был принят Верховным Советом УССР Закон «Об экономической самостоятельности Украинской ССР» — вызванный большими проблемами и трудностями в развитии экономики, развалом управления производством, упадком многих отраслей народного хозяйства.
7 августа на совещании в ЦК Компартии Украины Щербицкий признал, что основными причинами забастовок является запущенность социальной сферы и нерешённость многих бытовых вопросов, плохое обеспечение жильём, неудовлетворительность людей оплатой труда, поставках продовольствия и товаров первой необходимости, а также ухудшение экологической обстановки.
В День шахтера, 27 августа 1989 года, донецкие горняки приняли резолюцию с требованием отставки первого секретаря ЦК Компартии Владимира Щербицкого и председателя Верховного Совета УССР Валентины Шевченко.

### Последствия: перекидывание пламени забастовок на территорию Молдавии
Забастовки шахтёров СССР в 1989 году стали одним из толчков к смене экономического и политического строя в 1991 году.
Примером для начала забастовочного движения в Молдавии (особенно активны они были на территории будущей Приднестровской Молдавской Советской Социалистической Республики) послужили непосредственно забастовки шахтёров СССР в 1989 году, когда забастовщики сумели добиться своих требований, перекинувшееся в забастовки шахтёров Донбасса (1989—1990-е годы).
Одновременно с ними и проходили забастовки в Молдавии, приведшие к официальному самопровозглашению независимости от Молдовы, но в составе СССР: 19 августа 1990 года Гагаузской Советской Социалистической Республики с центром в Комрате на юге (12 ноября 1989 года была самопровозглашена Гагаузская Автономная Советская Социалистическая Республика в составе Молдавии), а 2 сентября 1990 года Приднестровской Молдавской Советской Социалистической Республики с центром в Тирасполе на востоке.
Требованием забастовщиков было так же привлечение  пристального внимания руководства СССР и КПСС к законам Молдовы, которые противоречили действовавшим Конституции СССР и Конституции МССР. Руководителей забастовок принял в Москве М. С. Горбачёв, но вместо этого затребовал немедленно прекратить забастовку, но она была прекращена лишь 21 сентября 1989 года, после пленума ЦК КПСС, который поддержал установление в Молдавии мононационального режима.

## Шахтёрское движение в начале 1990-х годов
В 1990 году забастовки продолжались. Постепенно в требованиях шахтёров появились политические требования.
1 марта 1991 года началась всеобщая забастовка донецких шахтёров.
Средняя продолжительность жизни в таких шахтёрских профессиях, как проходчик, забойщик, достигала в то время только 38 лет из-за частых случаев гибели, травматизма. При этом пенсия для подземных специальностей составляла 160—210 руб. и выплачивали её с 50 лет. В 1991 году средняя зарплата по СССР превышала шахтёрскую — 405 руб. Член Донецкого стачкома Александр Калинин в интервью газете «Дневник Приазовья» (Мариуполь) весной 1991 года заявил, что радикальные политические требования — это от того, что руководство государства пустыми обещаниями довело народ «к роковой черте».
В марте — мае 1991 года бастовали 49 шахт региона (40 % общего количества): 15 шахт и 3 шахтостроительные организации в Донецке, 8 шахт в Селидово, 7 — в Красноармейске, 4 — в Павлограде Днепропетровской области, по одному — в Харцызске и Лисичанске. Акцию поддержали 22 угольных предприятия Львовщины.
Рабочие (забастовочные) комитеты выражали недоверие официальным профкомам, требовали и добились вывода или даже закрытия парткомов на предприятиях.

### Требования шахтёров Донбасса в 1991 году
- Отставки президента СССР как такового, как не имеющего мандата народного доверия, избранного коллегиями выборщиков: Пленумом ЦК КПСС и Съездом народных депутатов СССР;
- Роспуска Съезда народных депутатов СССР;
- Предоставление конституционного характера Декларации о государственном суверенитете Украины;
- Создание Совета Конфедераций суверенных государств с полномочиями координирующего органа;
- Выполнение требования, содержащегося в п. 33 Протокола 1989 года о согласованных мерах: систематическая корректировка уровня заработной платы в соответствии с ростом индекса цен, что касается всех граждан страны;
- Выполнение требования, содержащегося в п. 10 Протокола 1989 года согласованные меры: предоставление пенсий всем трудящимся, занятым на подземных работах (до начальника участка включительно), которые имеют 25 лет подземного стажа, независимо от возраста;
- В соответствии с п. 20 Протокола 1989 года о согласованных мерах передать бывшее здание Государственного технического университета под детский эстетический центр;
- Гарантировать неприкосновенность всех участников восстановленной забастовки.

Шахтёрские забастовки 1989—1990 годов стали одним из толчков к изменению экономического и политического строя в 1991 году.

### Сотрудничество шахтёрских стачкомов иНародного Руха Украины
Лидеры шахтёрских стачкомов стали делегатами и гостями учредительного съезда Народного Руха Украины за перестройку, один из них — Пётр Побережный даже выступил на Учредительном съезде.
Но этот процесс не развился — слияние шахтёрского и национально-демократического движения не произошло, хотя в Донецкой области ряд акций шахтёрские стачкомы и организации НРУ координировали. В частности, тесная координация была в вопросах выдвижения и поддержки кандидатов в депутаты Верховной Рады Украины и местных советов народных депутатов.
В процессе борьбы с коммунистической бюрократией Донецкое областное Общество украинского языка обратилось в 1990 году о поддержке в Донецкий стачком шахтёров. Последний поддержал Общество — появилось общее (подписанное сопредседателями ДТУМ В. Билецким и В. Тихим, сопредседателями стачкома М. Волынком и А. Коломыйцевым) обращение к властным структурам всех республиканских уровней:

«Стачечный комитет шахтеров и Общество украинского языка Донецка обеспокоены проблемой вокруг открытия в городе единой средней школы с украинским языком преподавания … Требуем передать для первой украинской школы-лицея г. Донецка недостроенное помещение Дома политпросвещения…»

## Всеобщая забастовка в Донбассе в 1993 году и спад шахтёрского движения

### Начало забастовки
Поводом для забастовки послужило многократное (в 3—5 раз) повышение государственных цен, предпринятое украинским правительством, без соответствующей индексации заработной платы. Повышение цены на копченую колбасу до 30 тыс. карбованцев за килограмм, а полукопченую, которая являлась главным компонентом шахтёрских тормозков, до 20 тысяч карбованцев, при зарплате шахтёра 120—180 тысяч, резко увеличило социальное напряжение на предприятиях.
События развивались очень стремительно. В понедельник, 7 июня, правительство повысило цены на продукты питания. В 13:30 шахта им. Засядько стихийно забастовала. Первая смена, не знавшая о повышении цен, вышла на работу. Вторая смена уже знала о повышении и почти в полном составе (около 300 человек, за исключением тех, кто был занят в работах по поддержанию забоев в рабочем состоянии) пошла к зданию райисполкома.
Когда колонна подошла к зданию райисполкома, районные руководители уже знали о случившемся. Председатель исполкома Рыбаков вышел к шахтёрам, чтобы выслушать их требования. Поскольку к забастовке никто не готовился, выступления были разобщённые, требования смутные, неопределённые. По распоряжению Рыбакова шахтёрам выдали бумагу, чтобы они ясно сформулировали, что, собственно, хотят. К 16:00 были окончательно сформулированы следующие требования:

ТРЕБОВАНИЯ 
жителей независимой Украины
В связи с повышением цен, а, следовательно, понижением уровня нашей жизни, мы не можем и не хотим умирать от голода.
МЫ ТРЕБУЕМ:
1. Рассмотреть немедленно Верховному Совету вопрос о снижении грабительского подоходного налога.
2. Пересмотреть вопрос о ценах (региональная разница цен и их астрономические цифры).
3. Рассмотреть Верховному Совету вопрос о выплате заработной платы, в случае отсутствия наличных денег, производимой продукцией, с последующим разрешением на продажу её.
4. Верховному Совету рассмотреть закон о декларировании доходов каждого гражданина Украины.
5. Обязательно поднять минимальную пенсию и заработную плату до нормального жизненного уровня.
6. Отставки Верховного Совета, так как ныне существующий не является волеизъявителем народа.
7. Отменить декреты правительства, направленные на снижение жизненного уровня граждан Украины.
8. Провести индексацию вкладов населения.
9. Формирование государственного бюджета снизу вверх.

Члены городского стачкома связывались с профсоюзами, а иногда и директорами шахт и просили о поддержке. Поскольку директора оказались в такой же безвыходной ситуации, что и рабочие, уговаривать никого не приходилось. Однако в первый день ни одна шахта, кроме шахты им. Засядько, не остановилась полностью.

### Распространение забастовки
Вечером, когда третья смена шахты им. Засядько и делегации от пяти шахт прибыли на городскую площадь, по инициативе городского стачкома были избраны представители шахт для того, чтобы обсудить «подо что бастуем», то есть определить приоритеты. После часовой дискуссии по предложению сопредседателя стачкома Михаила Крылова решено было остановиться на трёх основных требованиях:
- Региональная самостоятельность.
- Референдум о доверии Советам всех уровней.
- Референдум о доверии Президенту.

На второй день на забастовавших предприятиях стали появляться стачкомы, и первоначальная стихия постепенно начала входить в организованное русло. Была избрана группа в составе 5 человек из представителей шахт, находящихся на площади, для ведения переговоров от лица города с правительственной комиссией, вечером 8 июня прилетевшей в Донецк.

### Переговоры с правительственной комиссией
Комиссия из 11 человек, возглавляемая вице-премьером Виктором Пинзеником, отказалась обсуждать политические требования бастующих, сославшись на свою некомпетентность решать подобные вопросы и предложила инициативной группе изложить экономические требования. После такого заявления инициативная группа покинула помещение, так как было принятое «площадью» решение не вступать в переговоры по экономическим вопросам до решения вопросов политических.
Переговоры продолжили генеральные директора угольных концернов Донецкой области и директора крупнейших предприятий Донецка во главе с городским головой Ефимом Звягильским (ещё два месяца назад работавшим директором шахты им. Засядько). Директора формулировали требования, которые затем рассматривались правительством как требования бастующих шахтёров. Присутствовал также один представитель ПРУП, что позволило Пинзенику заявить, что «в переговорах участвовали представители профсоюзов».
9 июня продолжались выступления на городской площади. Было принято решение направить представителей от шахт на промышленные предприятия Донецка для того, чтобы помочь трудовым коллективам подключиться к забастовке. Было направлено требование к президенту выступить по национальному телевидению, и потому площадь ждала, что скажет президент. Президент Украины Леонид Кравчук выступил лишь вечером 10 июня. В своей 35 минутной речи он даже не упомянул о событиях в Донбассе, смутно намекнув на какие-то силы, которые используют в своих интересах разногласия между восточными и западными районами Украины.
В пятницу, 11 июня, в Донбассе бастовало 202 шахты. После выступления Кравчука городской стачком выдвинул требование установления контроля над банками региона с тем, чтобы средства не перечислялись в Киев.
Во второй половине дня был выбран городской координационный совет (КС) (72 человека, в том числе 3 женщины) и состоялось его первое заседание, где избрали рабочую группу в составе 7 человек, официально взявшую на себя руководство забастовкой.
К этому времени многие представители других городов связались с Донецком как центром забастовки. В свою очередь, и донецкий городской стачком сделал многое для координации действий бастующих разных городов и областей.
12 и 13 июня никаких действий бастующие не предпринимали. Люди стали относиться к забастовке так же буднично, как и к работе — большинство разъехались по дачам и садовым участкам. В выходные дни площадь кипела на медленном огне и ожидала заседания сессии Верховной Рады.
Вечером 12 июня местное телевидение передало сообщение о назначении городского головы Донецка Ефима Звягильского первым вице-премьером Украины. Это дало почву для слухов о том, что забастовка на шахте им. Засядько была спровоцирована «сверху», что посеяло недоверие в среде бастующих. Ефим Звягильский, со своей стороны, стал настойчиво предлагать бастующим сесть за стол переговоров. Одновременно он пригласил на беседу директоров предприятий и «генералов» угольных концернов и предпринял попытку заручиться их поддержкой. Лидеры забастовки знали об этой встрече и находились в постоянном напряжении, не исключая возможности достижения соглашения между директорами и Звягильским. Психологическое давление было очень сильно, поскольку многие понимали, что Звягильский может договориться с директорами и официальными профсоюзами за спинами бастующих. Однако директора не решились идти против рабочих.
13 июня информационная блокада была прорвана. На заседании КС объявили, что украинское телевидение передало полную информацию по Донецку, Горловке и другим городам за всю неделю. Донецкое телевидение начало объективно освещать ход забастовки через три дня после её начала.
Общее настроение было таково: дело сдвинулось с мёртвой точки, молчание центральных средств массовой информации удалось прорвать, и нужно продолжать давление. Демонстрация должна стать мощным фактором влияния на правительство и Верховную Раду и от её массовости и организованности будет зависеть исход забастовки. Бастующие приняли решение о том, что даже в случае начала переговоров по экономическим вопросам забастовку не приостанавливать.
К этому времени проявилась одна особенность — постоянные митинги на площадях — только в шахтёрских (и то не во всех) городах. В других городах бастовали на предприятиях, на площади выходить не решались. Это позволило украинским и городским властям делать вид, что ничего не происходит.
14 июня в 10:00 начинается многолюдный митинг. Общее количество участников подсчитать невозможно.
В 12:00 в здании общественно-политического центра, примыкающего к горисполкому, началось заседание межобластного координационного центра. Политические требования, подписанные представителями МКЦ, были переданы по факсу в Верховный Совет, с тем, чтобы «додавить» сессию, начавшуюся в 16:00. Сессию транслировали по радио, многочасовые дискуссии между депутатами в этот день ни к чему не привели.
15 июня Президент Леонид Кравчук выступает с инициативой проведения референдума о доверии Президенту, предполагая что этот вопрос не будет решён Верховным Советом положительно.

КС Донецка проводит своё заседание и заявляет Верховному Совету Украины, что если 15 июня 1993 года не будет принято решение по политическим требованиям, утверждённым на городском митинге 8 июня, КС вынужденно приступает к более жёстким мерам гражданского неповиновения:
1. Пикетировать банки и предприятия.
2. Провести сидячую забастовку на основных автодорожных магистралях при въезде в Донецк (18 июня).
3. Организовать марш «пустых кастрюль» (17 июня).
4. Направить в города Краматорск и Мариуполь своих представителей для активизации там забастовочной деятельности.
5. Определить отрасли народного хозяйства, работающие на жизнеобеспечение города.
6. Установить контакт с бастующими предприятиями Киева.
7. Придать донецкому координационному совету статус юридического лица с открытием банковского счёта и созданием на его базе забастовочного фонда.
8. Направить представителей на небастующие предприятия Донецка для проведения агитации с целью подключения этих предприятий к забастовке.
9. Обратиться к международным профсоюзам с просьбой о поддержке бастующих трудящихся Донбасса

Как и предполагалось, по итогам голосования предложение о референдуме на сессии не прошло. КС с помощью городского стачкома стал готовиться к проведению акции гражданского неповиновения.
17 июня состоялся марш, который, по общему мнению, был более многочисленным, чем предыдущий. По сообщению прессы, «забастовка, начатая донецкими шахтёрами, стала всеобщей на Украине. Стоят 230 из 250 шахт, около 40 шахтостроительных управлений, 400 предприятий металлургической, машиностроительной, химической промышленности, других отраслей».
В 11:00 вопрос о референдуме был решён.
В 18:15 начинаются переговоры со второй правительственной комиссией, возглавляемой Ефимом Звягильским. Из 34 требований, выдвинутых бастующими, многие, касавшиеся финансовых вопросов, не могли быть решены на месте, требовались консультации с премьер-министром Леонидом Кучмой. К полуночи набралось восемь таких требований, касающихся увеличения минимальной зарплаты, выплаты наличных денег, снижения процента отчислений в бюджет Украины, индексации заработной платы и т. д. Участники переговоров разошлись в первом часу ночи, заручившись обещанием Звягильского в 8 утра созвониться с Кучмой для решения наиболее важных финансовых вопросов.
18 июня Звягильский огласил результаты своего разговора с Кучмой. Кроме увеличения тарифной сетки первого разряда до 20 700 карбованцев и обещаний увеличить зарплату шахтёров до 300—400 тысяч карбованцев, никакого прогресса не наблюдалось. Поднять уровень минимальной зарплаты, от которого идут многочисленные начисления, материальная помощь и т. д. (всего идут доплаты и выплаты от уровня минимальной зарплаты по 12 законам, принятым на Украине), правительственная комиссия отказалась, ответив «Денег в Украине нет». В то же время та часть требований, которая учитывала интересы директорского корпуса и была направлена на возврат госпредприятиям штрафов за превышение фондов потребления, дотаций и т. п., была принята. Директора получили то, что требовали и перестали быть стороной, заинтересованной в продолжении забастовки.

## Окончание забастовки
Рабочая группа МКЦ приняла решение приостановить забастовку и 19 июня приступить к работе. После того как 19 июня в первом часу ночи был зачитан протокол, подписанный правительственной комиссией и рабочей группой МКЦ, он был освистан стоящими на площади шахтёрами, решившими продолжать забастовку. Забастовка вступила в стихийную фазу.
На шахтах началось давление на рабочих. На большинстве шахт автобусы, возившие людей на площадь, больше не предоставлялись. Отключена телефонная связь между шахтами. Радикально настроенные забастовщики предпринимают попытку послать представителей от площади на предприятия, чтобы вновь втянуть их в забастовку, но это затея не удаётся. Нет связи, нет транспорта, нет организации.
19 июня с утра, как обычно, идёт митинг. Однако, связи между шахтами нет, и никто не знает, кто в городе бастует, кто — нет, не говоря уже о других городах. Вечером на площади остаются лишь представители шахт им. Засядько, «Лидиевки» и им. Скочинского.
Утром 20 июня забастовка закончилась.

## Результаты забастовки
Вопрос о референдуме завис в воздухе, а к осени и вовсе был снят — со стороны правительства прозвучало заявление о том, что в сложившейся обстановке проводить референдум смертельно разорительно. Повышение цен не спасло правительство; рабочие в результате забастовки лишь временно подправили свои нищенские бюджеты — уже через два месяца правительство вновь провело централизованное увеличение цен. Единственным человеком, выигравшим в результате этой забастовки, оказался Ефим Звягильский. За четыре месяца до забастовки он был директором шахты им. Засядько. За два месяца до происходящих событий Звягильский избирается городским головой Донецка. На четвёртый день забастовки его назначают первым вице-премьером правительства Украины и фактическим главой правительства.
Через два месяца, 7 сентября цены на основные продовольственные и промышленные товары были повышены в среднем в 3 раза при сохранении у населения прежнего уровня заработной платы, что свело на нет все достижения забастовки.

### Походы шахтёров на Киев
В 1993—1999 годах горняцкие профсоюзы после неудачных попыток договориться с местными и государственными властями организовывают походы шахтёров на Киев, но поскольку доставка большого количества людей в столицу требует немалых средств, поэтому в большинстве случаев выбирается пеший способ передвижения. Пешие походы шахтёров на Киев стали формой протеста украинских горняков против многомесячной задолженности по заработной плате.

### Хронология
- Июнь 1993 года — из-за невыплаты зарплаты на забастовку вышел весь Западный Донбасс. К бастующим присоединились энергетики, металлурги и машиностроители — общая численность забастовщиков достигла 1,5 млн человек. Шахтёрский марш на Киев 1993 года привёл к решению о досрочных президентских выборах.
- 15 июля 1996 года — шахтёрская забастовка охватила более трети шахт страны, включая расположенные на Западной Украине. Причина: правительство объявило, что в 1996 году в Украине будут закрыты 50 угольных шахт. Львовские шахтёры отправляются пешком в столицу.
- Апрель — июнь 1996 года. 1 апреля 1998 года — из-за восьми-десятимесячной задолженности по заработной плате в Западном Донбассе остановились все шахты. 15 мая начался пеший поход шахтёров Першотравенска, Терновки и Павлограда, переросший во всеобщую забастовку горняков Западного Донбасса. Горняки, войдя в Днепропетровск, разбили палаточный городок возле зданий областного Совета и областной госадминистрации. Но почти двухнедельное стучание касками об асфальт результатов не дали. Тысячная колонна шахтёров выступила в поход на Киев. Колонна двигалась в столицу почти три недели. Разместились на Трухановом острове, где пикетировали, стучали касками перед Верховной Радой, Кабинетом Министров, администрацией Президента. В результате задолженность по текущей зарплате, регрессным искам и единовременным пособиям была погашена, долги прежних лет реструктуризированы.
- Июль 1999 года — к правительству пешком отправляется 1326 луганских шахтёров. Пошли на Донецк, где находилось управление угольного министерства. Более 200 горняков-инвалидов с 22 марта пикетировали здание Минуглепрома в Киеве и Верховную Раду. 24 марта 129 участников пикетирования объявили о намерении начать голодовку. К Киеву направляются пешком две колонны жён и детей шахтёров Краснодона. Всего в походе участвовали более 700 женщин и около 130 детей. Требования те же самые — выплата многомесячной задолженности.
- Июнь-сентябрь 2002 года — 16 июля около 900 шахтёров из всех угольных регионов Украины (Донецкий, Луганский, Днепропетровский, Кировоградский, Львовский и Волынский) прибыли в Киев, где начали пикетирование Министерства топлива и энергетики. Главное требование — рассчитаться за уголь. Они пробыли в Киеве больше месяца, разбив лагерь на Трухановом острове.

Несмотря на несколько походов, лишь поход 1993 года оказался наиболее результативным для шахтёрского движения, одновременно став их крупным движением. Масштаб явления шахтёрского движения в следующие годы значительно спал.

## Акт самосожжения горняка Александра Михалевича
В июле-августе 1998 года в Луганске горняки краснодонских шахт им. Баракова, «Дуванная», «Краснодарская-Южная» и «Суходольская-Восточная» пикетировали облгосадминистрацию и облсовет, руководителями которых тогда были Александр Ефремов и Виктор Тихонов, с требованием погасить задолженность по зарплате за 2,5 года.
24 августа на День независимости Украины состоялся разгон протестующих. Впервые в независимой Украине против участников мирной акции были применены спецсредства: дубинки и слезоточивый газ. Вследствие столкновения пострадали 22 шахтёра, 12 работников «Беркута» и 3 сотрудника милиции.
14 декабря в четыре утра в знак протеста против действий власти и издевательств со стороны администрации шахты им. Баракова, которая должна зарплату с 1996 года, отчаявшийся горняк Александр Михалевич (укр. Олександр Михалевич) совершил акт самосожжения. В записке он отметил:

Не могу больше терпеть и ждать каких-то обещаний, не верю и в выдачу задолженности 15 декабря. Поэтому я решился на этот поступок. Надоели издевательства со стороны руководителей шахты и администрации. Это не выход в жизни, но, может, из-за моего поступка скорее решатся дела. Сам трезвый и нахожусь в нормальном состоянии. Отвечаю за свои действия.

17 декабря вся задолженность была погашена.
Ежегодно, 24 августа и 14 декабря, в Луганске неофициально горняками и журналистами почитается память событий 1998 года. После тех событий в Луганской области ещё несколько горняков пытались совершить самоубийство, чтобы заставить власть погасить задолженность по зарплате.